# تريستان باوير
تريستان باوير (بالإسبانية: Tristán Bauer) كاتب سينمائي وسياسي أرجنتيني وصانع أفلام وثائقية وروائية.

## روابط خارجية
- تريستان باوير على موقع IMDb (الإنجليزية)
- تريستان باوير على موقع ألو سيني (الفرنسية)
- تريستان باوير على موقع أول موفي (الإنجليزية)
- تريستان باوير على موقع قاعدة بيانات الأفلام السويدية (السويدية)
- تريستان باوير على موقع قاعدة بيانات الفيلم (الإنجليزية)
- تريستان باوير على موقع كينوبويسك (الروسية)